# Souto Maior (Sabrosa)
Souto Maior es una freguesia portuguesa del concelho de Sabrosa, con 9,32 km² de superficie y 563 habitantes (2001). Su densidad de población es de 60,4 hab/km².